# Racket Attack
Racket Attack es un videojuego de tenis para Nintendo Entertainment System. Fue lanzado en Japón como Moero!! Pro Tennis (燃えろ!!プロテニス?), es el segundo juego de la serie de deportes Moero!!. El juego tiene lugar en una pista de tenis Vista desde arriba ¼ con la puntuación estar presente en todo momento y un público de espectadores que se muestra en varios colores (blanco, rosa y rojo). La versión norteamericana cuenta con el refrendo de Wilson Sporting Goods.
El juego fue viendo en el videojuego de Tennis para Nintendo Entertainment System con una amplia selección de personajes jugadores y un profundo nivel de juego para finales de 1980.